# آقای هفت‌رنگ (فیلم ۱۳۸۷)
آقای هفت رنگ فیلمی به کارگردانی شهرام شاه‌حسینی با بازی رضا عطاران و نیکی کریمی محصول سال ۱۳۸۷ است.
این فیلم برداشتی از فیلم سازش ۱۳۵۳ است.

## خلاصه داستان
یکی بود، یکی دیگه هم بود. اونم یه آقای دزدی بود که می‌خواست از یه خونه ای دزدی کنه… ولی کاش این خونه رو برای دزدی انتخاب نمی‌کرد.

## بازیگران
- حسن پورشیرازی
- افسانه بایگان
- نیکی کریمی
- لیندا کیانی
- رضا عطاران
- محسن قاضی‌مرادی
- مریم امیرجلالی